# Rwandese genocide

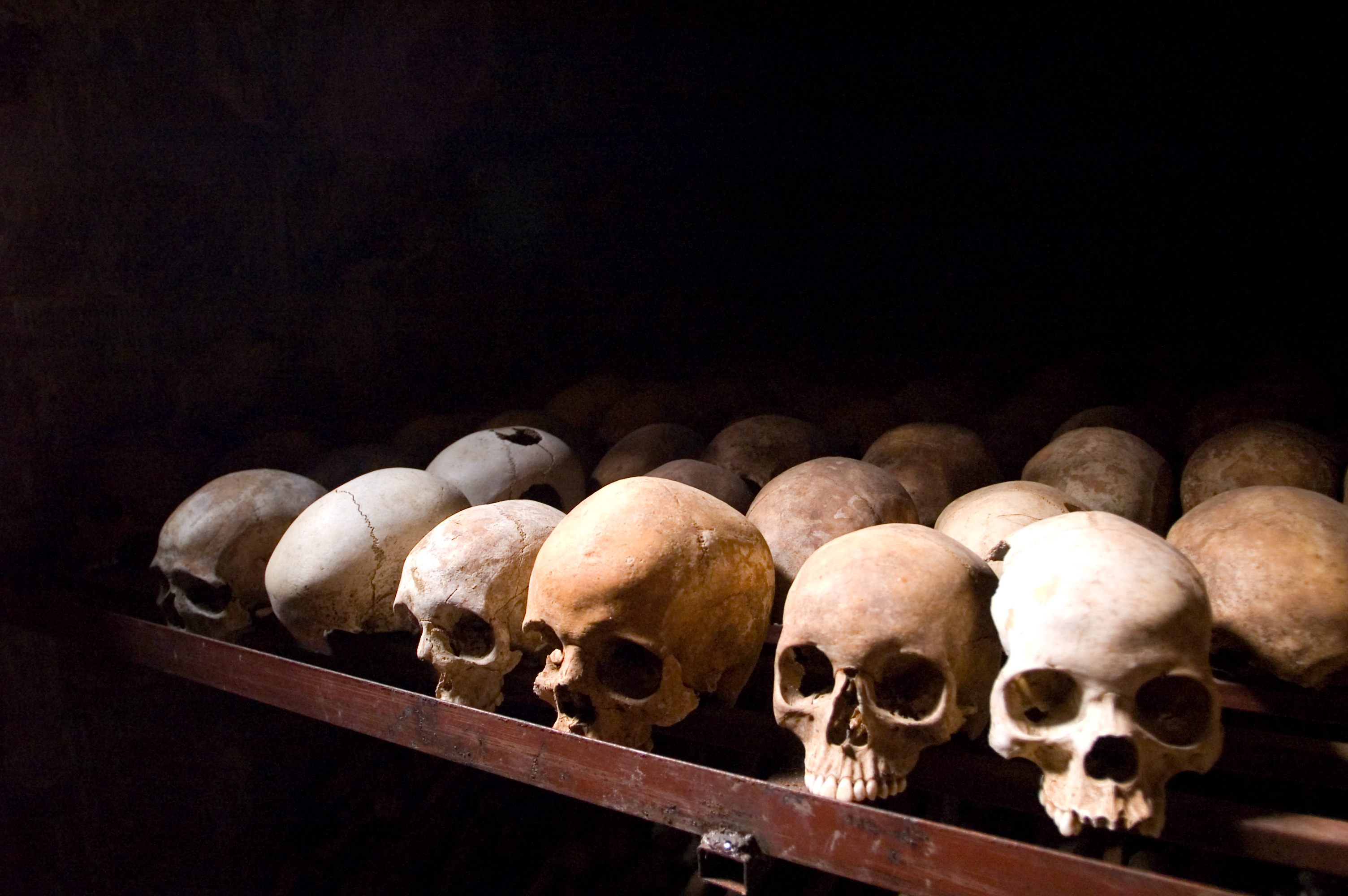
Schedels van genocideslachtoffers in het herdenkingscentrum van Nyamata

De Rwandese genocide was een genocide die in 1994 plaatsvond in het Afrikaanse land Rwanda. Gedurende deze genocide werden naar schatting 500.000 tot 1 miljoen Tutsi's (ongeveer 70% van de totale bevolkingsgroep) en gematigde Hutu's in een periode van 100 dagen, van 7 april tot 15 juli 1994, vermoord. De meeste moorden werden gepleegd door twee Hutu-milities, de Interahamwe, een jeugdmilitie van regeringspartij MRND, en de Impuzamugambi van de extremistische splinterpartij CDR.
De internationale vredesmacht die in de regio gestationeerd was, UNAMIR, greep niet in vanwege het krappe mandaat van de troepen. Dit is de Verenigde Naties en vooral de leden van de Veiligheidsraad op veel kritiek komen te staan.
De genocide werd gestopt door de Tutsi-rebellenbeweging bekend als het Rwandees Patriottisch Front (RPF), geleid door Paul Kagame. Na de overwinning van het RPF werd Kagame vicepresident en minister van Defensie. Sinds 2000 is hij president van Rwanda.

## Achtergrond

### Oorzaak
De oorzaak van de genocide ligt in de verstoring in de koloniale tijd van de verhoudingen tussen de Hutu-meerderheid (85%) en de Tutsi-minderheid (14%), de overige 1% komt van de Twa. Latere machthebbers hebben de tegenstellingen en sentimenten daarover aangewakkerd. De Rwandese Genocide is de som van decennialange processen van politieke legitimatie en besluitvorming, diepgewortelde opvattingen over etniciteit, een cultuur van sociale uitsluiting en straffeloosheid, en internationale tweeslachtigheid en hypocrisie.
Een andere achterliggende factor was de overbevolking. Door betere medische zorg en hygiëne, en door het verbouwen van nieuwe gewassen was de Rwandese bevolking tijdens de 20e eeuw sterk gegroeid. De landbouw was echter nauwelijks gemechaniseerd waardoor die arbeidsintensief en grondintensief was: er waren zeer veel kleine boerderijen waar de boeren nauwelijks konden overleven en vrijwel al het land waar geen huizen of wegen waren werd gebruikt voor landbouw. Dit werd verergerd door erosieproblemen, waardoor boeren hun land soms letterlijk zagen wegspoelen. De kloof tussen arm en rijk groeide doordat grotere grondbezitters wel goed boerden en goedkoop land konden kopen van de noodlijdende kleinere boeren. Bovendien raakte een steeds groter deel van de bevolking chronisch ondervoed door overbevolking en misoogsten door erosie.
Familieverhoudingen werden op scherp gezet. Zonen bleven noodgedwongen thuis wonen omdat er geen land meer was dat ze konden bewerken. Vooral jongste zonen voelden zich vaak tekortgedaan omdat ze voor de ouders moesten zorgen en toch een even groot of zelfs kleiner deel kregen dan hun broers (wanneer de vader na de schenking aan oudere broers land had moeten verkopen). Anderzijds verzetten vaders zich tegen de druk om land aan zonen te schenken omdat ze bang waren zelf voor hun oude dag onvoldoende over te houden. Soms maakten ze een afspraak met een van de zonen dat deze voor de vader zou zorgen in ruil voor meer land; dit zette kwaad bloed bij broers. Ook een gebroken gezin gevolgd door hertrouwen was een recept voor conflicten tussen kinderen van verschillende families. Ook het aantal rechtszaken en conflicten over grondbezit nam in de aanloop naar de genocide toe. Vooral kwetsbare groepen als vrouwen, alleenstaanden, niet-erkende kinderen, weduwen en wezen moesten het ontgelden. Er groeide een aversie van arm tegen rijk: verarmde jongere boerenzonen die niets meer te verliezen hadden vonden al snel hun weg naar radicale Hutu-milities.

### Pre-koloniale tijd
Het pre-koloniale Rwanda kan niet beschouwd worden als een hechte natie met Hutu- en Tutsi-identiteiten als maatschappelijke categorieën. Hoewel de koning op mythologische gronden gezag claimde over heel Rwanda en enkele aangrenzende gebieden, beperkte zijn macht zich hoofdzakelijk tot Nduga, een streek in Centraal-Rwanda. De rest van het grondgebied bestond uit een bonte schakering chiefdoms en andere autonome gebieden, waar het gezag van de koning hooguit in naam bestond. De integratie van de verschillende etnische groepen was in de 19e eeuw ver doorgevoerd: ze spraken dezelfde taal, geloofden in dezelfde god, deelden dezelfde cultuur, woonden naast elkaar en deelden in veel gebieden de macht. De bevolking identificeerde zich aan de hand van verwantschapsgroepen zoals Umuryango (nauw verwante familiegroepen) en clans. Clans bevatten Umuryango van verschillende etnische achtergronden. De clans werden bestuurd door Umuryango-chiefs, waarbij gezag eerder aan de machtigste Umuryango toeviel dan aan een etnische categorie.
Tegen het einde van de 19e eeuw trachtte koning Rwabugiri, een Tutsi, het politieke systeem te centraliseren. Machtige Umuryango-chiefs werden vervangen. De nieuwe chiefs, allen afkomstig uit Centraal-Rwanda, werden aangesteld in een piramidestructuur met afnemende bevoegdheid. Rwabugiri hervormde meteen het traditionele patronagesysteem. Van oorsprong bestond het patronagesysteem uit het gebruik van vee door een cliënt (Ubuhake) waarvoor een tegenprestatie verschuldigd was, zoals militaire dienst. Onder Rwabugiri kwam er een cliëntschap voor land bij (Ubutaka) met als doel het leger te versterken. Ook werd een vorm van belasting in natura geïntroduceerd die in latere periodes een belangrijke rol zou gaan spelen in de uitbuiting van Hutu's: Ubureetwa. Ubureetwa-prestaties bestonden uit het leveren van arbeid en consumptiegoederen.

### Duitse periode (1890-1916)
In 1890 koloniseerde het Duitse Keizerrijk Rwanda en het naburige Burundi. De Duitse aanwezigheid was aanvankelijk minimaal en er veranderde weinig. Rond de eeuwwisseling zorgde een reeks ingrijpende gebeurtenissen voor grote veranderingen. Na de dood van koning Rwabugiri in 1895 leidde een machtsstrijd over zijn opvolging tot politieke chaos in het land en er heerste een runderpestepidemie. Deze roerige periode werd beïnvloed door de gevolgen van de Europese machtsuitbreiding in Afrika. Zuidwest-Rwanda kreeg invallen te verduren van rebellerende legereenheden uit Belgisch Congo en bleef enige tijd bezet.
Met de komst van de Duitsers probeerde een aantal ambitieuze chiefs te profiteren van het machtsvacuüm dat was ontstaan. Hun macht werd uitgebreid en het patronagesysteem kreeg meer en meer een exploitatiekarakter. Traditioneel landbezit werd door veel chiefs afgeschaft om meer Ubutaka-cliënten te werven. Daarnaast zagen deze chiefs hun kans schoon om hun kuddes weer op peil te brengen door het vee van de plaatselijke bevolking te confisqueren. De Duitsers zouden ook zelf regelmatig vee geroofd en opstanden neergeslagen hebben om machtige chiefs gunstig te stemmen. Plaatselijke onderdrukking maakte geen onderscheid tussen Tutsi's en Hutu's. De situatie culmineerde in een gezamenlijke opstand van Tutsi's, Hutu's en Twa's in Noord-Rwanda, onder leiding van Ndungutze, de kleinzoon van Rwabugiri, die afschaffing van de landprestaties beloofde. De Duitsers grepen hard in, overmeesterden de belangrijkste onafhankelijke Twa-chief in 1911 en vielen in april 1912 bij verrassing het hoofdkwartier van Ndungutze aan en smoorden de revolutie in de kiem.

### Belgische overheersing (1916-1962)
Toen in 1916 de Belgen de Duitsers uit Rwanda verdreven troffen ze dus, zonder zich daarvan bewust te zijn, zeer recent ontstane verhoudingen aan. Het repressieve systeem, dat voor het gemak als traditioneel werd beschouwd, vormde een welkome gelegenheid voor het instellen van 'indirect rule' via de chiefs. Om de positie van de chiefs te versterken werd Ubureetwa in 1924 geïnstitutionaliseerd. Alle Hutu's moesten enkele dagen per week werken voor hun chief. Gesteund door het koloniale bewind verwierven de chiefs een vrijwel ongelimiteerde macht over het volk, wat gepaard ging met misbruik en mishandeling van zowel Hutu's als Tutsi's. Hoewel het bewind zich officieel ten doel stelde de geconstateerde misstanden uit te bannen, vervingen de Belgen 'inefficiënte' chiefs door repressieve chiefs.
Individuele belasting werd enkele malen verhoogd en een belasting in natura werd geheven voor de voedselvoorziening van de Belgen. In de jaren 20 werd aan deze lasten de Akazi toegevoegd, een vorm van dwangarbeid (Corvee) die al langere tijd in Belgisch Congo werd toegepast. Begin jaren 40 werd de druk nog verder opgevoerd om de oorlogsinspanningen te ondersteunen. Veehouders werden gedwongen vee te verkopen en ondanks een droogteperiode van twee jaar werden landbouwers gedwongen voedselproductie te verkopen. Het resultaat was een dramatische hongersnood, waarbij meer dan 300.000 mensen (15% van de toenmalige bevolking) het leven lieten.
België bestuurde Rwanda als een kolonie, maar officieel was het een protectoraat van de Verenigde Naties. Na de Tweede Wereldoorlog leidden kritische VN-rapporten tot de afschaffing van Ubureetwa en Ubuhake, hoewel ze in de praktijk in een aangepaste vorm bleven bestaan. De VN oefenden ook kritiek uit op het gebrek aan mogelijkheden voor vooral de Hutu-bevolking om deel te nemen aan de politiek. In de jaren 50 bestond de invloed van de autochtone bevolking op het bestuur slechts uit adviesraden die bovendien voor meer dan 90% uit Tutsi's bestonden. De koning, Charles Mutara Rudahigwa, vertelde in een interview in 1955 dat de invloed van de VN geen rol van betekenis speelde in Rwanda: "België is de vader".

#### Segregatie
De in Europa populaire voorstelling van het pre-koloniale Afrika was een in primitieve stammen georganiseerde samenleving met feodale structuren en een statische geschiedenis waarin historische Europese en Aziatische cultuur-concepten werden herkend.
De opvattingen over de geschiedenis van Rwanda waren in de koloniale tijd gebaseerd op de interpretaties van ontdekkingsreizigers als John Hanning Speke en Henry Morton Stanley uit de 19e eeuw. Zij veronderstelden dat de Tutsi's van een 'blanke' Ethiopische oorsprong afstamden. De missionarissen en kolonisten vonden daarin een reden hen een hogere intelligentie, cultuur en een aangeboren talent voor leiderschap toe te schrijven in vergelijking met de Hutu's, die onder het negroïde ras werden geclassificeerd en de Twa's die tot de pygmoïden werden gerekend.
Recent onderzoek suggereert echter dat Hutu's en Tutsi's sterker verwant zijn aan elkaar dan aan andere bevolkingsgroepen in Afrika.
Discriminatie tussen Hutu's en Tutsi's als collectieve groepen kreeg nader vorm in het schoolsysteem. In 1928 vaardigde de katholieke bisschop Mgr. Classe richtlijnen uit die gebaseerd waren op de vermeende raciale verschillen tussen de groepen. Tutsi's moesten met aanvullende studieprogramma's opgeleid worden tot lagere leidinggevenden en voor assisterende taken, terwijl de Hutu's, voorbestemd voor fysieke arbeid, daarvan werden uitgesloten. Het enige probleem voor de missionarissen en de overheid was te bepalen hoe de 'rassen' herkend moesten worden. De overheidsschool, de Groupe Scolaire, voerde in 1932 een minimumlengte in als toelatingseis, aangezien Hutu's geacht werden kleiner te zijn dan Tutsi's. Een definitieve scheiding vond plaats in de volkstelling van 1934-35.
Een van de criteria om de 'rassen' in te delen was het veebezit. Personen of gezinnen met meer dan tien stuks vee werden onder de Tutsi's ingedeeld, een tot tien koeien maakte van iemand een Hutu en zonder veebezit werd men Twa. Daarnaast werd gebruikgemaakt van gegevens over de etniciteit die door de kerk waren verzameld.
Door deze indeling werd de nieuwe Tutsi-klasse vooral gevuld met diegenen die zich tot dat moment hadden weten te verrijken aan het systeem. De term Tutsi werd daarmee synoniem voor overheersing en onderdrukking en de term Hutu voor diegenen die van de sociale en politieke ladders gevallen waren naar een inferieure status. Door het uiteenvallen van traditionele familie- en clanverbanden en het creëren van nieuwe sociale klassen zouden zich ook nieuwe vormen van loyaliteit ontwikkelen die hun neerslag vonden in de Hutu-beweging die verantwoordelijk was voor de revolutie van 1959 en de eerste golf van 'etnisch' geweld die het land zou teisteren.

### De eerste en de tweede republiek (1962-1991)
Tussen 1958 en de onafhankelijkheid in 1962 ontketende een groep goed opgeleide Hutu's een sociale revolutie waarbij het koningshuis werd afgeschaft. Dat ging vergezeld van etnisch geweld tegen Tutsi's met enkele honderden doden en een vlucht van de voormalige elite als gevolg. Parlementsverkiezingen leverden een massale overwinning op voor Parmehutu, een radicale anti-Tutsi-partij. Tussen 1961 en 1964 probeerde een groep Tutsi-vluchtelingen om via guerrilla-invallen terug te keren maar dat mislukte. De invallen leidden tot represailles tegen onschuldige Tutsi's in het land zelf. In 1962 werden meer dan 2.000 Tutsi's gedood; in 1963 nog eens meer dan 10.000. Tussen de 40 en 70 procent van de overlevende Tutsi's ontvluchtte in deze periode Rwanda.
Het geweld tegen Tutsi's kreeg een nieuwe impuls in 1973. Er vond een reeks etnische zuiveringen plaats in scholen, bedrijven en bij overheidsinstellingen. Huizen van Tutsi's werden platgebrand en honderden mensen kwamen om het leven. Opnieuw vluchtten veel Tutsi's naar het buitenland. De Hutu-rivalen van president Kayibanda waren hun leven ook niet zeker. Een van hen, minister van Defensie Juvénal Habyarimana, nam in juli door middel van een staatsgreep de macht over. De afgezette machthebbers en hun belangrijkste vazallen verdwenen, of werden zonder vorm van proces op gruwelijke manieren vermoord. Volgens een regeringsverklaring in 1985 waren er 59 tegenstanders vermoord, maar volgens sommige schattingen waren het er rond de 700. Kayibanda werd door een krijgsraad ter dood veroordeeld, maar dat vonnis werd door zijn opvolger omgezet in levenslang. Kayibanda overleed onder verdachte omstandigheden in de vroege ochtend van 15 december 1976.
Onder het regime van Habyarimana nam het geweld tegen Tutsi's af. Maar vluchtelingen en slachtoffers van de etnische zuiveringen kregen hun bezittingen, functies of studieplekken niet terug. Die waren al door Hutu's ingenomen. De belangrijkste aanstichters van het geweld in 1973, die twintig jaar later een grote rol zouden gaan spelen bij het ontketenen van de genocide, werden met rust gelaten. Habyarimana regeerde als een ouderwetse vorst. Rwanda werd officieel een eenpartijstaat. Migratie binnen het land werd strikt gereguleerd en er kwam een nieuwe vorm van belasting in natura, Umuganda. Er werden quota ingesteld om officiële functies en studieplekken te verdelen, waarbij Tutsi's 9% kregen toebedeeld. De rest ging in de praktijk vooral naar mensen die banden hadden met de clans van Habyarimana en zijn vrouw uit het noordwesten van het land. De maatregelen vergrootten tegenstellingen tussen Hutu's onderling. Ze werkten corruptie in de hand en belemmerden de economische ontwikkeling. Nadat in 1980 een staatsgreep door enkele rivalen van Habyarimana was voorkomen nam eind jaren 80 de politieke onrust weer toe.

### Deling van de macht (1991-1994)
Onder druk van een slechte economie en de roep van donorlanden om meer democratie werd in 1991 een nieuwe grondwet ingevoerd die een meerpartijenstelsel mogelijk maakte. De nieuwe politieke situatie bracht vooral de tegenstellingen aan het licht tussen Hutu's uit het noorden van Rwanda, waar president Habyarimana vandaan kwam, en die uit het zuiden, waar de meeste aanhangers van zijn voorganger Kayibanda woonden. Over en weer vonden er aanslagen plaats. Een guerrilla-oorlog met Tutsi-rebellen, het Rwandees Patriottisch Front (RPF), die een stuk land in het noordoosten wisten te veroveren, leidde tot een verdere afbrokkeling van Habyarimana's macht. Extremisten uit de directe omgeving van Habyarimana reageerden zich af op Tutsi-burgers. Een internationaal onderzoeksteam stelde vast dat massamoorden in 1990, '91 en in 1992, waar voor het eerst jeugdmilities van regeringspartijen bij waren betrokken, aan zeker 2.000 Tutsi's het leven hadden gekost. In toenemende mate werden ook Hutu's van oppositiepartijen slachtoffer. Nog voor het rapport in 1993 werd gepubliceerd hadden milities in het noordwesten nog eens 300 mensen vermoord.
In 1992 begonnen vredesonderhandelingen die in augustus 1993 werden afgerond met het Arusha-vredesakkoord. Het vredesakkoord voorzag in een overgangsregering en het samenvoegen van de Tutsi-rebellen met het nationale leger. De afspraken zijn nooit geïmplementeerd. Ondanks het toezicht van een VN-vredesmacht gebruikten de partijen de relatieve vrede - per dag werden in Kigali nog steeds gemiddeld vijf mensen vermoord - om zich te versterken.

## Voorafgaand aan de genocide

### Vluchtelingen
Sinds het geweld in 1959-1963 en 1973 en andere crises waren er naar schatting 600.000 Tutsi gevlucht naar de omliggende landen. Zij waren niet overal welkom en in Oeganda werden ze regelmatig en op grote schaal vervolgd. Daardoor kwam begin jaren 80 een omgekeerde vluchtelingenstroom op gang vanuit Oeganda terug naar Rwanda, waar ze aan de grens in zwaar bewaakte kampen werden opgesloten. Een onbekend aantal van hen stierf daar van ziekte en uitputting. Onderhandelingen met de regering van Habyarimana over een definitieve terugkeer van vluchtelingen leverden niets op.
In 1990 viel vanuit Oeganda het door Tutsi-vluchtelingen geleide RPF Rwanda binnen met de bedoeling zich er blijvend te vestigen. Dit leidde tot gevechten, maar met behulp van Zaïrese, Franse en Belgische troepen wist de regering van Habyarimana aan de macht te blijven. De oorlog veroorzaakte een binnenlandse vluchtelingenstroom. Bij onderzoek door lokale mensenrechtenorganisaties werden 100 burgerslachtoffers van het RPF geteld. Een offensief van het RPF in februari 1993 kostte aan nog eens 200 burgers het leven. Dit bracht opnieuw een vluchtelingenstroom op gang. Honderdduizenden mensen kwamen terecht in vluchtelingenkampen bij Kigali. Deze situatie voedde gevoelens van angst en onzekerheid onder de Hutu-bevolking. Het kostte het RPF veel sympathie bij oppositiepartijen en voedde anti-Tutsi-propaganda.

### Propaganda
Propaganda was een belangrijk wapen in het grootschalige etnische geweld. De basis werd gevormd door een pro-Hutu-/anti-Tutsi-ideologie die al twee jaar vóór de revolutie van 1959 was neergelegd in een Hutu-manifest. Het was de neerslag van een doctrine die was afgeleid van koloniale opvattingen waarin Tutsi's werden beschouwd als buitenlandse indringers die de 'autochtone' Hutu's hadden onderworpen. In 1963 en '64 zou president Kayibanda, een van de opstellers van het manifest, al gedreigd hebben met de totale uitroeiing van het Tutsi-ras. Eind 1990, twee maanden na de invasie van het RPF, publiceerde de krant Kangura de "Hutu Tien Geboden", een propagandastuk waarin elke Hutu die met een Tutsi trouwde of zakendeed werd bestempeld als een verrader. Gebod nr. 8 luidde: "Hutu's moeten geen medelijden meer hebben met Tutsi's."
Eind 1992 werd een document verspreid waarin de vijand werd gedefinieerd. Het document was opgesteld door een militaire commissie onder leiding van kolonel Théoneste Bagosora, een ambitieuze vazal van de president. Volgens de commissie bestond de vijand niet alleen uit het RPF, maar vooral uit hun handlangers en infiltranten onder de bevolking en in de politieke oppositie. Zowel Tutsi-burgers als ontevreden Hutu's waren verdacht. Voor Kangura was dit ook een belangrijk thema. Bijna alle Tutsi's in Rwanda zouden volgens de krant banden hebben met de rebellen en zich 's nachts bezighouden met subversieve activiteiten. In gemengde huwelijken zouden Tutsi-vrouwen spioneren voor de rebellen.
In toespraken van extremisten op politieke en militaire bijeenkomsten werd regelmatig gezinspeeld op het uitroeien van de Tutsi's. Burgers werd angst ingeboezemd met berichten in de pers en in een toespraak van Habyarimana over grootschalige slachtpartijen onder Hutu's, die na onafhankelijk onderzoek verzonnen bleken te zijn. Soms werd propaganda kracht bijgezet met 'special effects', zoals een in scène gezette aanval op Kigali kort na de RPF-invasie van 1990. In werkelijkheid waren de rebellen op 70 km van de hoofdstad tot staan gebracht en met behulp van buitenlandse troepen teruggedreven. Vanaf juli 1993 werden Hutu's verder opgehitst via de Radio Télévision Libre des Mille Collines (RTLM). RTLM noemde individuele Tutsi's en leden van de oppositie 'vijanden' of 'verraders' die de dood verdienden. Het station was opgericht door leden van de extremistische partij CDR en zou gedurende de volkerenmoord een belangrijke bijdrage leveren aan het geweld. Een onderzoek van de Harvard-universiteit heeft aangetoond dat in gebieden waar de radio-ontvangst het beste was, de meeste moorden werden gepleegd en dat daar relatief meer daders aan meewerkten.

### Waarschuwingen
Vanaf januari 1994 kwamen er waarschuwingen naar buiten die de ernst van de situatie duidelijk maakten. De Belgische ambassadeur in Kigali, Johan Swinnen, waarschuwde zijn regering in Brussel voor de haat die via RTLM werd verspreid. Dezelfde maand stuurde de Canadese commandant van de vredesmacht, Roméo Dallaire, de eerste berichten aan het VN-hoofdkwartier over geheime voorbereidingen voor volkerenmoord. Een informant vertelde Dallaire dat de milities in staat waren om in twintig minuten duizend mensen om te brengen en dat er plannen bestonden voor het vermoorden van Belgische blauwhelmen. De krant Kangura waarschuwde in verschillende uitgaven dat de moord op de president aanstaande was. Een paar dagen vóór het begin van de genocide voorspelde RTLM een nieuwe golf van geweld en op 4 april vertelde kolonel Bagosora, de belangrijkste leider van de extremisten, in het bijzijn van de VN-officieren Dallaire en Marchal dat het voor de vrede noodzakelijk zou zijn om "hen" uit de weg te ruimen.

### Moord op Habyarimana en begin van de genocide

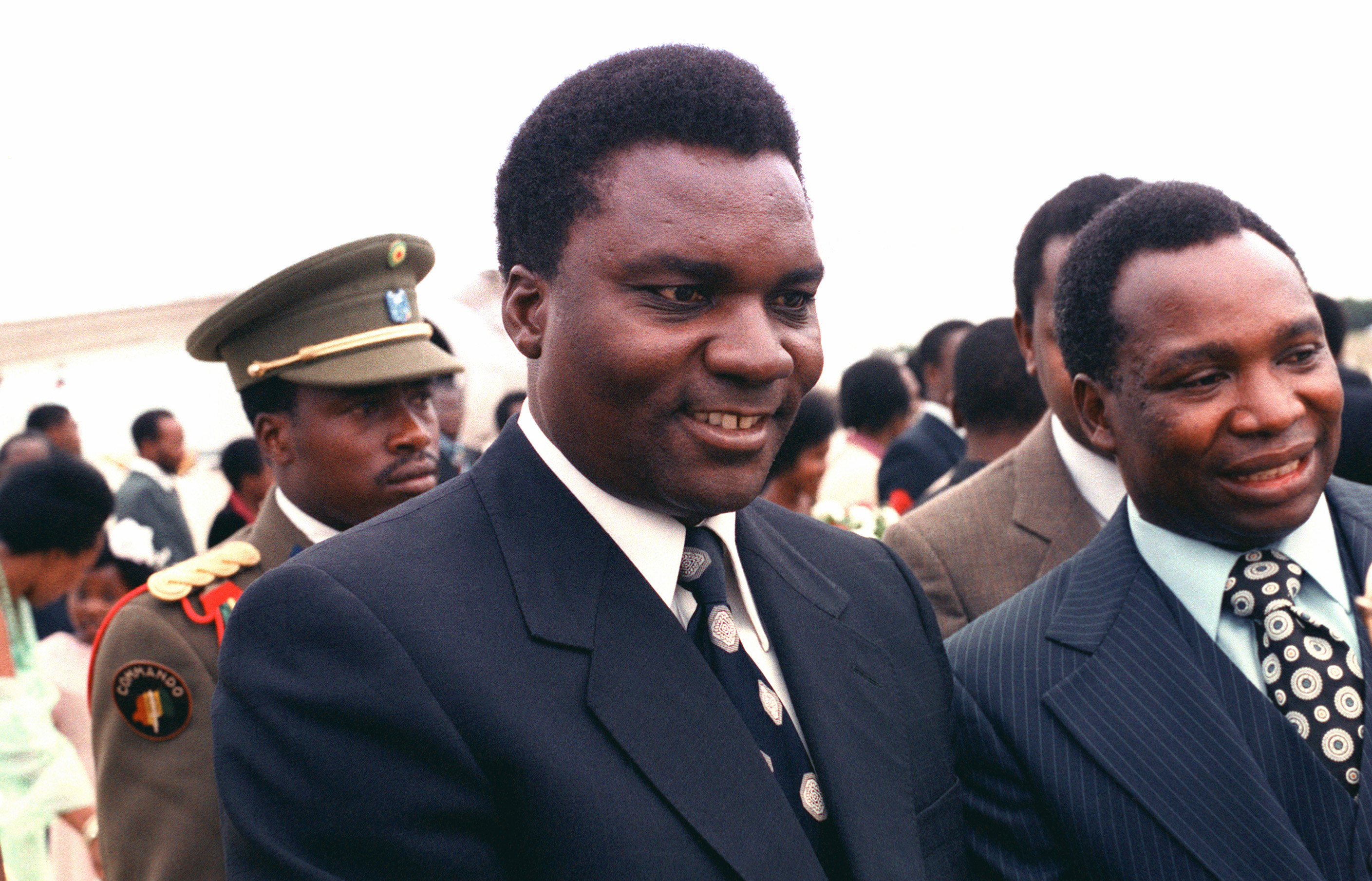
President Habyarimana (1980)

Op 6 april 1994 werd een vliegtuig met daarin de Rwandese president Juvénal Habyarimana en de president van Burundi Cyprien Ntaryamira neergeschoten met SAM-16 luchtdoelraketten tijdens de voorbereiding om te landen in Kigali. Beide presidenten stierven toen het vliegtuig neerstortte. De presidenten reisden samen in het toestel van Rwanda omdat het toestel van Burundi "toevallig" stuk was geraakt. Eigenaardig was het feit dat een Burundees reeds plaatsnam in het Rwandees toestel alvorens het defect werd gemeld. Beide toestellen waren een geschenk van de Franse president en werden door Frankrijk onderhouden.
De daders zijn niet met zekerheid bekend. Verschillende partijen hadden goede motieven en er zijn door de jaren heen verschillende rapporten uitgebracht van onderzoekscommissies die tot tegenovergestelde conclusies kwamen. Het laatste onderzoek dat is uitgevoerd was ook meteen het meest complete. De Franse onderzoeksrechters Marc Trévedic en Nathalie Poux lieten in 2010 ter plekke forensisch onderzoek uitvoeren en verzamelden verklaringen van getuigen die niet eerder waren verhoord. Hun onderzoek concludeerde dat de SAM-16 luchtdoelraketten waarmee het vliegtuig was neergeschoten moesten zijn gelanceerd vanuit het militaire kamp Kanombe, waar de Presidentiële Garde gelegerd was. Het motief van een staatsgreep door Hutu-extremisten lijkt daarmee de meest waarschijnlijke verklaring.
Op 7 april 1994 gaf generaal-majoor Roméo Dallaire, de leider van UNAMIR, opdracht aan tien Belgische paracommando's om de minister-president, Agathe Uwilingiyimana, te beschermen. De paracommando's werden echter onderschept en gegijzeld door Hutu-extremisten onder leiding van majoor Bernard Ntuyahaga, waarna Madame Agathe en haar man werden vermoord. Kapitein Mbaye Diagne bracht haar vier kinderen in veiligheid naar Hôtel des Mille Collines en ze leven in Zwitserland. Later die dag vond Generaal Dallaire de Belgische paracommando's dood. België was kwaad, omdat Dallaire zijn paracommando's in gevaar had gebracht, en trok hierop zijn blauwhelmen terug. Behalve de minister-president werden verschillende andere ministers, de president van het hooggerechtshof en bijna alle leiders van oppositiepartij PSD vermoord.

## De genocide

### De moordmachine
Meteen na de moord op president Habyarimana op de avond van 6 april 1994 wierpen soldaten en militieleden barricades op in Kigali. Nog voor de ochtend van 7 april waren de presidentiële garde en de milities al begonnen met het vermoorden van Tutsi's en van Hutu's die bekendstonden als voorstanders van de akkoorden van Arusha. De moord op de president, de minister-president en een aantal ministers bood ruimte aan extremistische politici om hun posities over te nemen in een interim-regering onder regie van kolonel Theoneste Bagosora.
In de middag van 7 april verlieten troepen van het RPF hun posities en hervatten de oorlog tegen het Rwandese leger. Op 12 april hadden ze Kigali bereikt. De interim-regering vluchtte naar Gitarama, ten westen van Kigali, hoewel het nog bijna drie maanden zou duren voordat het RPF de stad kon innemen. Diezelfde dag werd de bevolking via de radio gemobiliseerd. Daarbij werd gerefereerd aan propaganda-boodschappen uit de voorgaande jaren waarbij de Tutsi-bevolking als vijand was gedefinieerd. In de daaropvolgende weken bereikte de intensiteit van de genocide een hoogtepunt. Streken waar de bevolking niet meteen deelnam aan het geweld werden bezocht door leden van de interim-regering. In toespraken werden lokale bestuurders en de bevolking rechtstreeks aangezet tot volkerenmoord. Een prefect (provinciehoofd) die zich hiertegen verzette werd op staande voet ontslagen en vervolgens vermoord.
Duizenden mensen verzamelden zich in kerken, scholen, ziekenhuizen en overheidsgebouwen. Dat gebeurde in veel gevallen op aanwijzing van plaatselijke leiders en geestelijken die ze bescherming beloofden. In werkelijkheid liepen de slachtoffers daarmee in de val en speelden ze de milities alleen maar in de kaart. De slachtoffers werden systematisch vermoord met machetes, met kogels en handgranaten, door de gebouwen waarin ze zaten opgesloten in brand te steken of met bulldozers met de grond gelijk te maken. Vrouwen en kinderen werden niet gespaard. In veel gevallen werden slachtoffers eerst gemarteld en verkracht.

### Motieven van daders
De motieven voor het meewerken aan de slachtpartijen waren velerlei. Behalve de door propaganda ingeboezemde haat en angst waren er ook daders die uit conformisme of opportunisme handelden. Woningen van slachtoffers werden geplunderd of in bezit genomen. Voor werk- en landloze jonge mannen was het de enige manier om een stukje grond te bemachtigen. Soms werden ze gedwongen deel te nemen in het kader van Umuganda, gemeenschapswerk. Zo dekten de aanstichters zich in door medeplichtigen te maken en een collectieve schuld te creëren.
Sommige onderzoekers noemen het een intieme genocide omdat daders ook buren en collega's vermoordden en in sommige gevallen zelfs familieleden. Omdat er veel gemengde families waren in Rwanda kon het ook voorkomen dat daders van moorden op Tutsi's tegelijk andere Tutsi's in veiligheid brachten. Enkele Hutu-mannen die banden hadden met het interim-regime brachten hun Tutsi-vrouwen in veiligheid in Hotel des Milles Collines, later bekend geworden door de film Hotel Rwanda. Robert Kajuga, de leider van de Interahamwe-milities, die zelf uit een gemengde familie kwam, liet er een broer onderduiken. Na de genocide zou een aantal daders dergelijke voorbeelden voorwenden als ontlastend bewijs. Andere daders uit gemengde families gingen minder selectief te werk. De beruchte propagandist en militieleider Froduald Karamira zou bijvoorbeeld verantwoordelijk zijn geweest voor de dood van 13 familieleden.
In de genocide liepen behalve Tutsi's ook Hutu's die op Tutsi's leken het gevaar om vermoord te worden. In een radio-uitzending van RTLM werden militieleden die wegversperringen bemanden gewaarschuwd voor dit soort "vergissingen". De journalist raadde hen aan in alle gevallen eerst naar legitimatie te vragen om de etnische identiteit vast te stellen en bij twijfel advies te gaan vragen aan een raadslid of de burgemeester.

### Cijfers
De genocide in Rwanda eindigde op 18 juli met de overwinning van het RPF en de vlucht van de interim-regering, de milities en het leger naar de omliggende landen. In de vluchtelingenkampen maakten de extremisten echter de dienst uit en zou de terreur nog een tijd worden voortgezet.
Over de aantallen daders en slachtoffers bestaat meer dan twintig jaar na dato nog steeds discussie. Dat komt in de eerste plaats door onduidelijkheid over het werkelijke percentage Tutsi's dat bij volkstellingen te laag zou zijn gerapporteerd. Op basis van wetenschappelijk onderzoek zijn de volgende ruwe schattingen aannemelijk gemaakt. Van de Tutsi's die tijdens de genocide in Rwanda woonden is 70 à 75% vermoord. De percentages verschillen per regio en lopen uiteen van 50% tot 90%. In totaal zou het gaan om rond de 675.000 slachtoffers van genocide.
Daarnaast is een onbekend aantal Hutu's om het leven gekomen of nooit teruggekeerd uit ballingschap. Naast de Hutu-slachtoffers van milities, zo'n 50.000, zijn ook duizenden Hutu's omgekomen bij gevechten of door wraakacties van het RPF. In september 1994 meldde een UNHCR-team systematische moordpartijen door troepen van het RPF met ongeveer 30.000 Hutu-slachtoffers. Het schriftelijke verslag van een briefing op 10 oktober in Genève is de geschiedenis ingegaan als het "Gersony report" naar de naam van de teamleider. Vertegenwoordigers van UNAMIR, de Rwandese regering en een commissie van experts van de Verenigde Naties hebben in de door Gersony aangewezen dorpen onderzoek verricht om bewijzen te vinden voor deze meldingen, maar zijn daarin niet geslaagd. Er werd alleen een massagraf ontdekt uit het begin van de genocide.
Behalve gewone burgers zijn zo'n honderd medewerkers van het Internationale Rode Kruis, vijfhonderd rechters en juristen en 48 journalisten vermoord. Het totale aantal slachtoffers in de periode april-juli 1994 in Rwanda wordt doorgaans op 800.000 mensen geschat. Het aantal daders dat actief heeft deelgenomen aan de genocide wordt geschat op 175.000 - 210.000.

## Rol van de internationale gemeenschap
Velen zien de Rwandese Genocide als een belangrijke gebeurtenis in de recente geschiedenis. Enerzijds vanwege het grote aantal slachtoffers in zo'n korte tijd, maar ook vanwege de reactie van westerse landen. Hoewel deze landen op de hoogte waren, door spionage en de media, grepen ze niet in.

### Frankrijk
Na de onafhankelijkheid van Rwanda probeerde Frankrijk het land binnen zijn invloedssfeer te brengen. Frankrijk werd tijdens het regime van Habyarimana de belangrijkste donor van ontwikkelingshulp aan Rwanda. In 1974 sloten de landen een militair pact en in 1975 werd Habyarimana ontvangen op het Élysée in Parijs. Het besluit om de Rwandese regering militaire steun te verlenen bij de inval van het RPF in 1990 kwam rechtstreeks van de Franse president François Mitterrand. De militaire steun bestond aanvankelijk uit 150 paracommando's, maar dat aantal werd daarna uitgebreid tot bijna 700 manschappen afkomstig van Franse bases in de Centraal-Afrikaanse Republiek. Er werden ook specialisten meegestuurd (helikopter-mecaniciens, inlichtingenofficieren, stafofficieren, artillerie-officieren en administratief personeel). Franse officieren zouden tussen 1990 en 1994 het Rwandese leger, de presidentiële garde en sommige milities gaan trainen. Frankrijk leverde wapens en munitie, ook tijdens de genocide. Toen er in mei 1994 een wapenembargo werd afgekondigd vonden de wapenleveranties plaats via de Zaïrese grensstad Goma. De Franse consul Jean Claude Urbano zou dit hebben gerechtvaardigd als het nakomen van contracten die voor het wapenembargo waren afgesloten.

### De Verenigde Naties

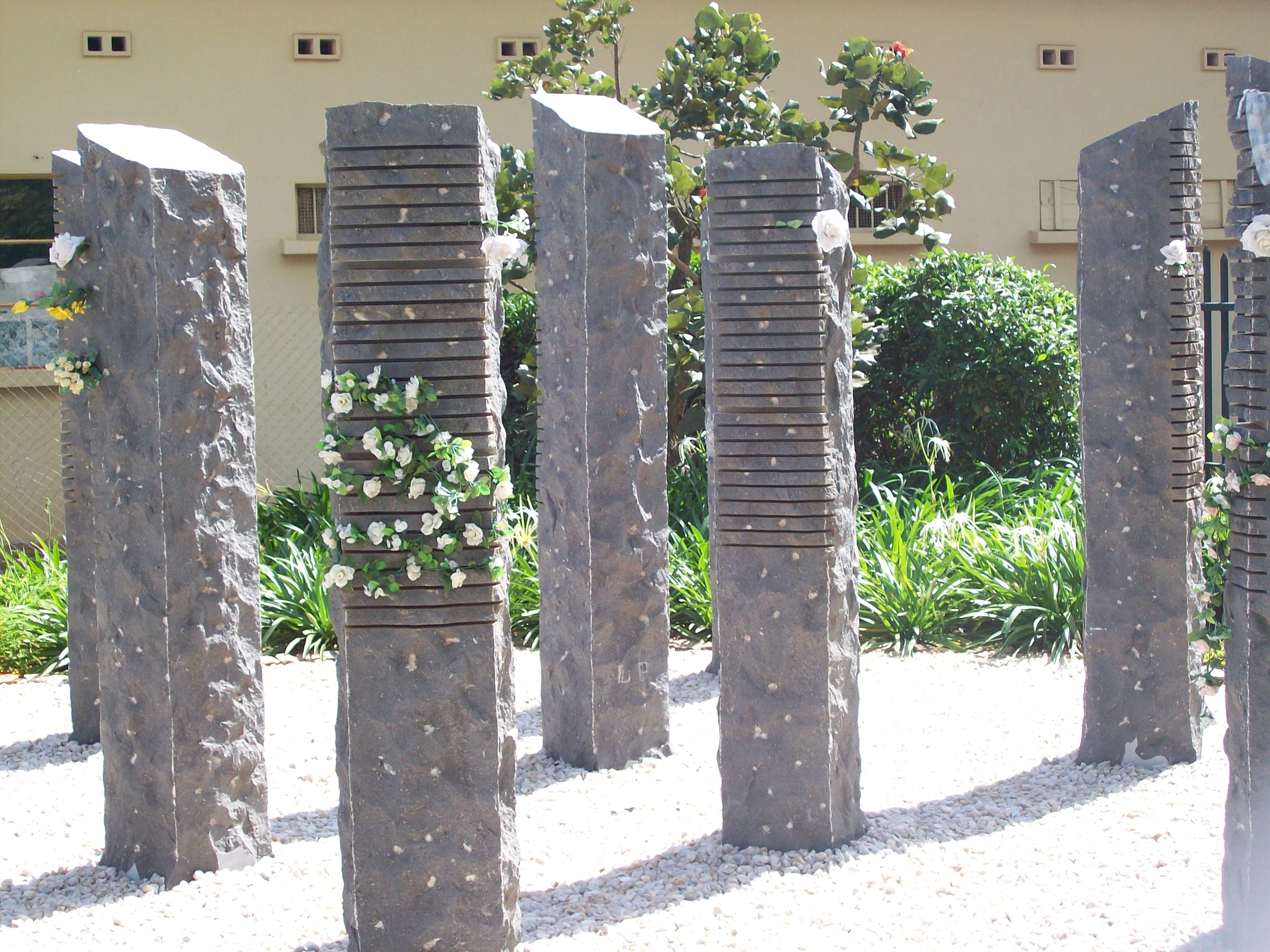
Monument 10 vermoorde Belgische blauwhelmen in Kamp Kigali

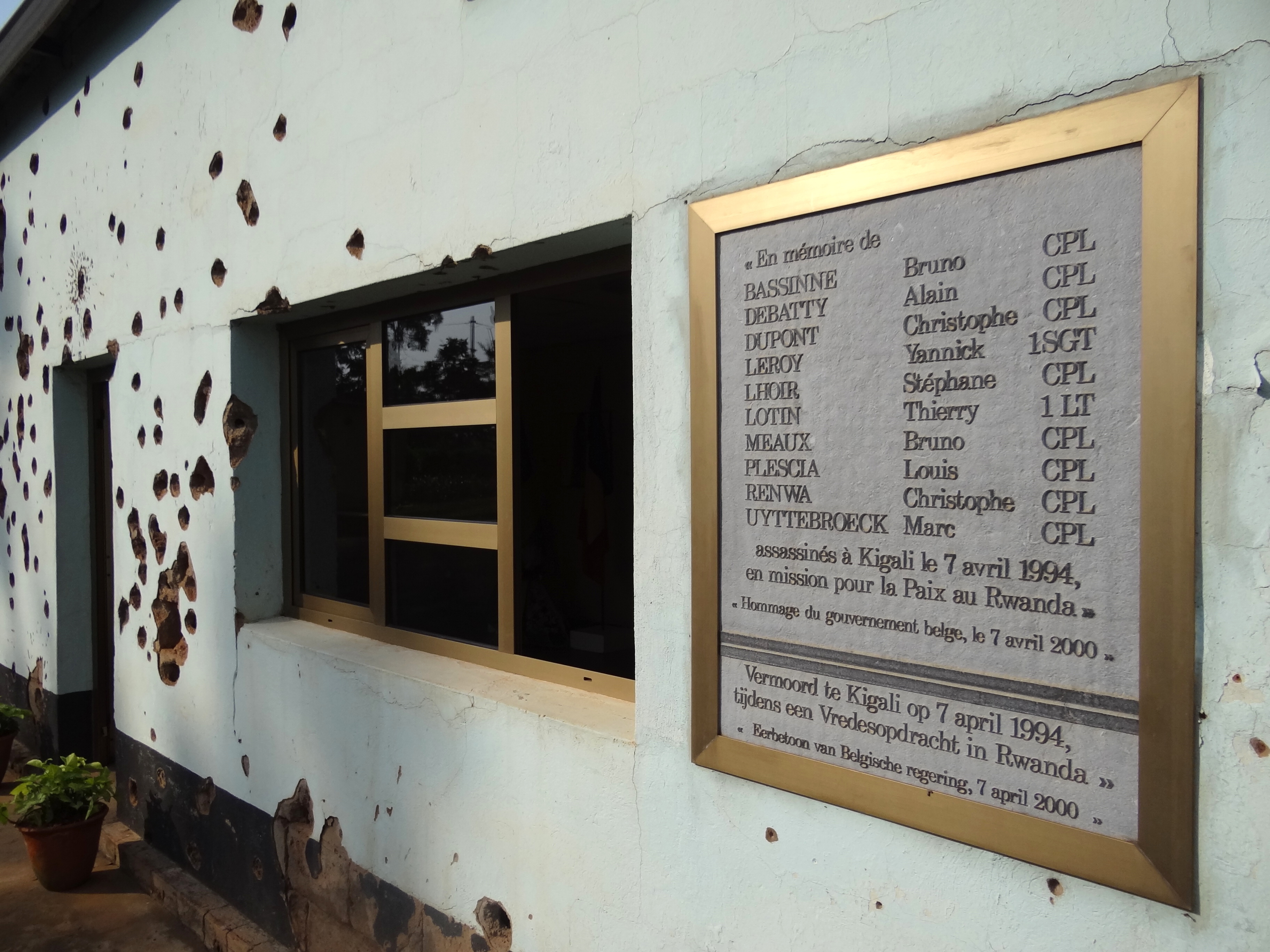
Gedenkplaats 10 vermoorde Belgische blauwhelmen in Kamp Kigali

Op 15 september 1993 verzocht een gezamenlijke delegatie van de Rwandese regering en het RPF om een vredesmacht van 4260 manschappen in Rwanda te stationeren, om toe te zien op de uitvoering van het vredesakkoord van Arusha. Een adviesrapport van de VN reduceerde dit aantal tot 2548 en de secretaris-generaal van de VN verlaagde het aantal nog verder, tot 1428. De missie kreeg de naam UNAMIR en de Canadese generaal-majoor Dallaire werd benoemd tot commandant. Hij arriveerde op 22 oktober in Rwanda. Volgens het mandaat was het de VN-soldaten niet toegestaan om offensieve acties te ondernemen. Zij mochten hun wapens alleen gebruiken als zij zelf onder vuur werden genomen. Eind november 1993 vroeg Dallaire al toestemming om te kunnen ingrijpen bij misdaden tegen de menselijkheid. In februari 1994 verzocht de Belgische minister Willy Claes eveneens de VN om het mandaat van UNAMIR uit te breiden. Beide verzoeken bleven onbeantwoord.
Generaal Roméo Dallaire was nog geen drie maanden in Rwanda toen hij zijn directe baas bij de Verenigde Naties, Maurice Baril, een spoedfax stuurde. De Canadese bevelhebber meldde o.a. dat hij enorme geheime wapenvoorraden had ontdekt die door de Rwandese regering werden aangelegd. Dallaire vroeg toestemming om de magazijnen te ontmantelen omdat hij het ergste vreesde voor de kwetsbare vrede. De toenmalige assistent-secretaris-generaal Kofi Annan weigerde en drie maanden later sloegen tienduizenden Hutu's met diezelfde wapens aan het moorden. De VN-soldaten moesten machteloos toezien hoe de genocide zich voltrok. Ze konden alleen assisteren bij het evacueren van de buitenlanders die zich in Rwanda bevonden. Nadat eerst België zijn soldaten had teruggeroepen na de moord op 10 para's op 7 april werden op 21 april, toen de genocide op zijn hoogtepunt was, de meeste andere blauwhelmen teruggehaald op aanvraag van vice-eersteminister en minister van buitenlandse zaken van de op 23 januari 1994 herschikte regering-Dehaene I, Willy Claes, alhoewel de genocide voorbereid en verwacht werd. Generaal Dallaire bleef achter met slechts 270 slecht bewapende soldaten.
Na zijn terugkeer in Canada publiceerde Dallaire zijn zeer kritisch relaas over de gebeurtenissen die hij van dichtbij meemaakte, waarin hij de onmacht van de VN hekelde, Shake Hands with the Devil. Later werd dit relaas verfilmd door Peter Raymont.
Een onafhankelijk onderzoek dat Kofi Annan in 1999 liet uitvoeren naar het falen van de VN oordeelde vernietigend over alle betrokken organen, inclusief de Veiligheidsraad en de secretaris-generaal zelf. De onderzoekscommissie concludeerde dat de VN en de aangesloten landen een helder en duidelijk excuus waren verschuldigd aan het Rwandese volk.

### Operation Turquoise

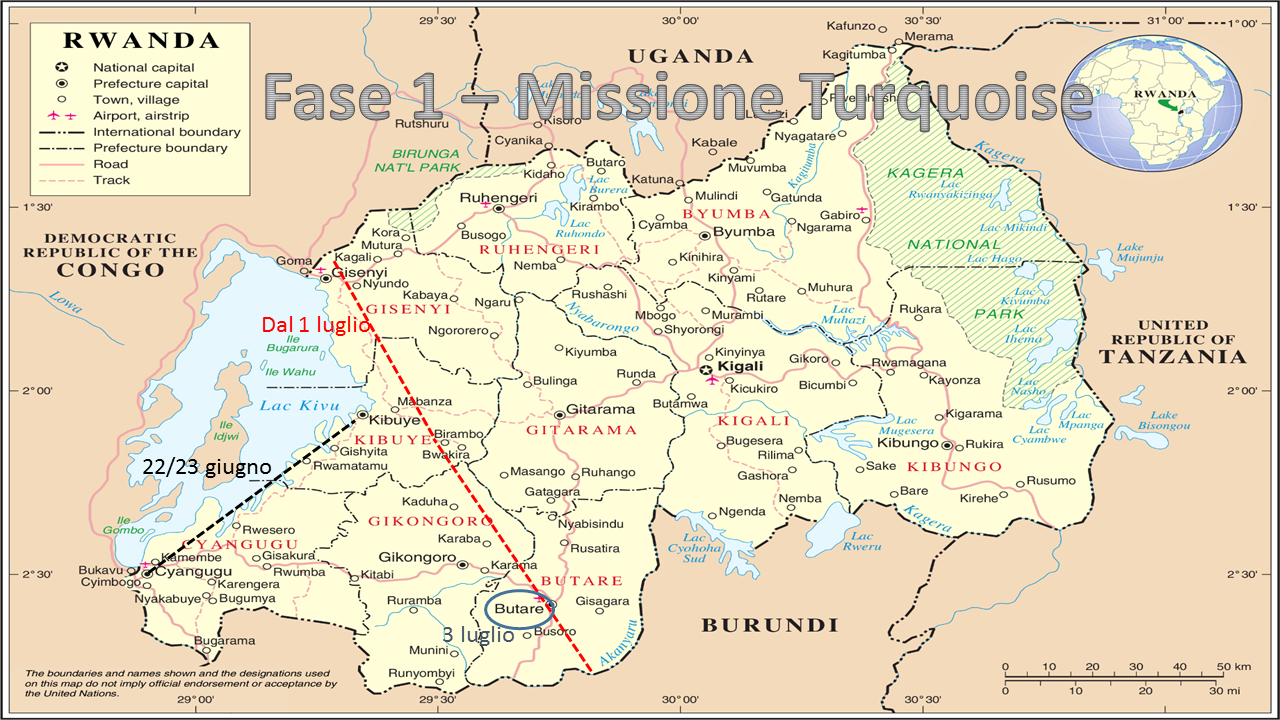
Kaart van fase 1 van Operatie Turquoise

Op initiatief van de Franse president Mitterrand nam de VN-Veiligheidsraad op 22 juni 1994 een resolutie aan die het Franse leger in staat stelde een interventiemacht naar Rwanda te sturen. Op 23 juni arriveerden de eerste troepen van deze missie, Operation Turquoise, in Goma, net over de grens van Rwanda met het toenmalige Zaïre.
De Fransen kwamen met zwaar geschut en zo'n 2500 manschappen. Ze brachten ruim honderd pantservoertuigen mee, zwaar mortiergeschut, helikopters en gevechtsvliegtuigen. Er was een hele vloot vrachtvliegtuigen nodig om alles af te leveren. De operatie stond onder leiding van generaal Jean-Claude Lafourcade in Goma, en de later in opspraak geraakte generaal Raymond Germanos in Bukavu/Cyangugu. Operation Turquoise bezette een groot gebied in Zuidwest-Rwanda, ongeveer een vijfde van het hele land, en verklaarde het tot humanitaire zone.
Omdat de operatie vooral een militair karakter had waren de troepen niet goed voorbereid op humanitaire taken of het redden van vluchtende Tutsi's. Als er groepjes overlevenden van de genocide werden ontdekt waren de Fransen niet in staat hen te redden omdat ze geen bussen en onvoldoende vrachtwagens ter beschikking hadden om mensen mee in veiligheid te brengen. De humanitaire zone werd na de overwinning van het RPF door het genocidaire regime en een troepenmacht van 37.000 voormalige soldaten en militieleden gebruikt om, met medenemen van de staatskas, naar Zaïre te vluchten en van daaruit een guerrilla-oorlog te voeren tegen de nieuwe machthebbers, of te ontkomen naar andere landen. Admiraal Jacques Lanxade, de bevelhebber van de Franse strijdkrachten, verklaarde op 18 juli dat Frankrijk geen mandaat had om leden van de voormalige regering op te pakken.
Volgens Guillaume Ancel, een van de officieren van Operation Turquoise, had Frankrijk eigenlijk de bedoeling met een verrassingsaanval Kigali te veroveren en de opmars van het RPF te stoppen. Toen dat wegens logistieke problemen niet lukte en er een week later een bestand met het RPF werd overeengekomen kwam de humanitaire missie pas op gang. Hoewel de Fransen daarna nog duizenden levens konden redden legden ze volgens Ancel ook het fundament voor de oorlog in Oost-Congo die twee jaar later zou plaatsvinden. Hij was er getuige van dat Frankrijk de soldij van de vluchtende Rwandese soldaten doorbetaalde en dat er tienduizenden wapens naar het voormalige regime in de vluchtelingenkampen werden getransporteerd waardoor de kampen het karakter kregen van militaire bases.

## Gevolgen

### Na de genocide

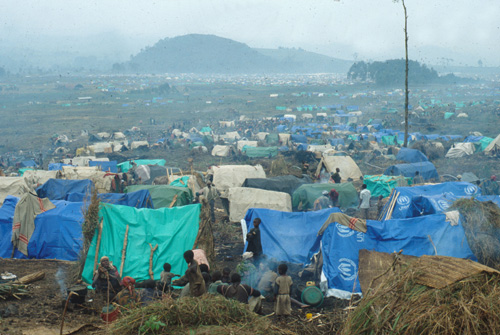
Rwandees vluchtelingenkamp in Oost-Zaïre

De gevolgen van de genocide waren en zijn ingrijpend. De nieuwe regering die op 19 juli 1994 aantrad zat met de erfenis van een land in chaos dat bovendien bankroet was. Een kwart van de bevolking was naar het buitenland gevlucht, deels uit angst voor represailles, deels gedwongen, als menselijk schild voor de verdreven legereenheden. Daartegenover stond de terugkeer van honderdduizenden Tutsi-vluchtelingen die het land overspoelden. Infrastructuur en mankracht ontbraken om gevangenen fatsoenlijk te huisvesten en te berechten. Fondsen ontbraken om ambtenaren, politieagenten of soldaten te betalen, wat de discipline en veiligheid niet ten goede kwam.
Onder invloed van televisiebeelden die vooral de 1 miljoen vluchtelingen in het oosten van Zaïre lieten zien kwam de meeste noodhulp aanvankelijk niet in Rwanda maar in de vluchtelingenkampen terecht. Het feit dat veel moordenaars profiteerden van de noodhulp leidde tot een nieuw schandaal rond de VN-acties in Centraal-Afrika. Gewapende militieleden roofden veel noodgoederen om ze door te verkopen aan handelaren buiten de kampen. Het gebrek aan voedsel, dekens en medicijnen, en een cholera-epidemie kostten naar schatting aan 80.000 vluchtelingen het leven. Veel ngo's die hulp hadden verleend, waren verontwaardigd en de hulp in de kampen werd gestaakt, wat leidde tot een verdere verslechtering van de leefomstandigheden daar.

### De export van de oorlog

#### Eerste Congolese Burgeroorlog
De vluchtelingenkampen destabiliseerden de regio. De strijdkrachten van het voormalige regime gebruikten ze als uitvalsbasis. Strijdgroepen staken regelmatig de grens over om aanslagen te plegen in Rwanda en om overlevenden van de genocide te vermoorden. De Hutu's uit de kampen raakten ook slaags met lokale Tutsi's, de Banyamulenge. Bij etnische zuiveringen in de regio kwamen 5000 Tutsi's om. De Banyamulenge richtten hun eigen milities op om zich te verdedigen. In september 1996 veranderden de schermutselingen in een complete oorlog. De eerste aanvallen werden uitgevoerd met steun van RPF-soldaten uit Rwanda. Er volgde steun van troepen uit Oeganda en Burundi en van plaatselijke rebellenbewegingen zoals de AFDL van Laurent Kabila, de latere president van Zaïre die het land omdoopte tot de Democratische Republiek Congo.
De Hutu-milities verloren en de kampen werden opgeheven. Het merendeel van de vluchtelingen keerde terug naar Rwanda, maar zeker 300.000 van hen, waaronder de Hutu-milities, vluchtten het oerwoud in. Een deel trok plunderend en moordend naar het westen van Congo. Een onbekend aantal van deze vluchtelingen kwam om door honger en ziekte, of omdat ze werden afgeslacht door de achtervolgende AFDL-strijders. Legereenheden uit Rwanda en Oeganda zijn beschuldigd van betrokkenheid bij deze moordpartijen. Volgens een rapport van de Verenigde Naties maakten de AFDL- en RPF-strijders geen onderscheid tussen genocidairs en andere vluchtelingen. Volgens Artsen zonder Grenzen zijn in 1997 nog zo'n 150.000 vluchtelingen gerepatrieerd naar Rwanda.

#### Tweede Congolese Burgeroorlog
Nadat er in 1998 opnieuw etnische zuiveringen van Tutsi's plaatsvonden in het gebied volgde er een tweede oorlog. De oorlog verspreidde zich over Congo en ontwrichtte het hele land. In de vijf jaar dat deze oorlog zou duren kwamen volgens schattingen van de organisatie IRC 3,3 miljoen mensen om, een kwart miljoen door geweld, de meeste anderen door ondervoeding en epidemieën. De gevolgen van de oorlog hebben nog jaren doorgewerkt zodat het totale aantal slachtoffers tegenwoordig op 5,4 miljoen wordt geschat. Deze cijfers zijn controversieel. Een hercalculatie door het Canadese Human Security Report Project kwam in zijn beste schattingen uit op ongeveer een derde van de cijfers van het IRC. De Verenigde Naties stelden na afloop vast dat alle betrokken partijen zich schuldig hadden gemaakt aan oorlogsmisdaden. In 2013 waren er nog bijna 200.000 Hutu-vluchtelingen aanwezig in Oost-Congo.

### De RDR
In 1995 riepen Hutu-vluchtelingen in Zaïre een politieke beweging in het leven, de Rally for Democracy and the Return to Rwanda (RDR). Ze hoopten te kunnen onderhandelen over de terugkeer naar Rwanda omdat nieuwe machthebbers in Rwanda de zelfbenoemde regering in ballingschap niet als gesprekspartner aanvaardden. Een doel van de RDR was een algemene amnestieregeling voor de genocidairs af te dwingen.
Voor de buitenwereld was er niets nieuws. De leider, François Nzabahimana, was een voormalige bankier en minister die werd verdacht van het financieren van de Interahamwe-milities. Een dag na de oprichting verklaarden 13 hoge officieren van het voormalige Rwandese leger hun steun aan de beweging, en Joseph Mugenzi, de broer en voormalige zakenpartner van militieleider Froduald Karamira, verklaarde in Kangura zijn steun aan de beweging omdat de ideologie van de RDR in zijn opinie niet verschilde van die van de regering in ballingschap. De partij werd in Zaïre verboden.
Nadat de kampen in 1996 waren opgedoekt vluchtten veel RDR-leiders naar Europa. De RDR bleef daar actief tot de partij in 2006 opging in de fusiepartij FDU-Inkingi.

### Het FDLR
Achtergebleven RDR- en militieleden veranderden de naam van hun beweging eerst in de Rwandan Liberation Army (PALiR) en in 2000 in de Democratic Forces for the Liberation of Rwanda (FDLR). De FDLR zou nog jarenlang de meest gevreesde terreurbeweging in Oost-Congo blijven. De organisatie hield zichzelf in stand door het exploiteren van illegale goudmijnen, de illegale handel in hout en houtskool, het heffen van belastingen en door te plunderen. De FDLR maakte zich behalve aan moord en brandstichting schuldig aan slavernij, het ontvoeren van vrouwen en het ronselen van kindsoldaten.
Volgens een rapport van een speciale rapporteur van de Verenigde Naties uit 2008 was de FDLR verantwoordelijk voor het merendeel van de 3500 slachtoffers van zeer grof seksueel geweld die per jaar in Oost-Congo te betreuren waren. Volgens het rapport was het doel van dit geweld "de totale lichamelijke en psychologische vernietiging van vrouwen met gevolgen voor de hele maatschappij". Bij een mislukte militaire actie van de Verenigde Naties in 2009 om de groep op de knieën te krijgen kwamen bij de represailles van de FDLR meer dan duizend burgers om het leven, werden 7000 vrouwen slachtoffer van seksueel geweld en sloegen 900.000 mensen op de vlucht.
Een intensief onderzoek van de Verenigde Naties bracht in 2009 een groot internationaal netwerk aan het licht dat de FDLR financieel en organisatorisch ondersteunde. Het netwerk bestond uit Rwandese vluchtelingen in Afrika, Europa en de Verenigde Staten die zich bezighielden met het werven van fondsen, het witwassen van geld, met propaganda-activiteiten en militaire strategie. De VN-onderzoekers onderschepten intensieve telefooncontacten van FDLR-leiders met Rwandese vluchtelingen in België, Duitsland, Noorwegen en Nederland, onder wie leden van FDU-Inkingi. De informatie was mede aanleiding tot huiszoekingen en arrestaties van prominente Rwandese vluchtelingen in deze landen. Twee FDLR-leiders uit Duitsland zijn vervolgd voor oorlogsmisdaden.

### Situatie in Rwanda
Ook voor de achterblijvers waren de gevolgen ingrijpend. Veel mensen hadden familieleden verloren en het economische leven was tot stilstand gekomen. Inmiddels probeert Rwanda zich van de burgeroorlog te herstellen en in 1997 begon het Rwanda-tribunaal met het berechten van, voornamelijk hooggeplaatste, daders van de genocide.
In Rwanda zelf zaten op het hoogtepunt meer dan 130.000 Hutu's onder erbarmelijke omstandigheden in de gevangenis. Het strafsysteem raakte volledig verstopt door de enorme hoeveelheid zaken. In 2003 verleende president Kagame gratie aan 40.000 oudere, minderjarige en zieke gevangenen uit humanitaire overwegingen. Een van de instrumenten om het reguliere strafsysteem te ontlasten waren de zogeheten gacaca's. Gacaca betekent letterlijk gras, omdat vroeger de dorpsoudsten geschillen beslechtten op het dorpsveld. Deze gacaca's waren in 2001 speciaal naar aanleiding van de genocide in het leven geroepen volksrechtbanken, verspreid over het land. Er zijn zo'n 12.000 gacaca's geweest. Ze behandelden 1.958.634 zaken met in totaal 1.003.227 beklaagden. Dit systeem van volksrechtbanken is bekritiseerd wegens intimidatie van getuigen, twijfel aan eerlijkheid van processen, het negeren van grondrechten als ne bis in idem, en het feit dat de rechters geen juristen waren. President Kagame heeft het systeem verdedigd met het argument dat het, hoewel niet perfect, de enige mogelijkheid was het rechtvaardigheidsgevoel te bevredigen en verdere wraaknemingen en anarchie te voorkomen. De laatste gacaca werd gehouden in juni 2012.

### Strafvervolging
- In 2001 werd een proces gevoerd tegen de "Vier van Butare". Het vond plaats voor het hof van assisen in Brussel. Tijdens dat proces werden de vier verdachten schuldig bevonden en veroordeeld tot gevangenisstraf. De verdachten waren Vincent Ntezimana, Alphonse Higaniro, Consolata Mukangango (zuster Gertrude), en Julienne Mukabutera (zuster Maria Kisito).[87]
- In december 2008 veroordeelde het Rwanda-tribunaal (International Criminal Tribunal for Rwanda - ICTR) in Arusha, Tanzania, de op dat moment 54-jarige zanger Simon Bikindi tot 15 jaar gevangenisstraf wegens het aanzetten tot genocide bij de gebeurtenissen in 1994. Hij zou in een toespraak vanuit een auto met een luidsprekersysteem in juni 1994 "direct en publiekelijk" hebben opgeroepen tot het uitroeien van de nog in leven zijnde Tutsi's.[88] Hij werd vrijgesproken van vijf andere aanklachten. Zijn liederen zouden de met kapmessen uitgeruste Hutu-milities hebben aangemoedigd tot doden en verkrachten maar deze aanklacht viel buiten de jurisdictie van het tribunaal. Hoofdaanklager Hassan Jallow van het VN-hof had levenslang geëist.

"U heeft misbruik gemaakt van uw status als bekende en populaire kunstenaar", verklaarde de Argentijnse VN-rechter Inés Weinberg de Roca tijdens de uitspraak.
Bikindi was de eerste zanger die voor volkerenmoord werd aangeklaagd wegens zijn muziek. "Bikindi's muziek werd gebruikt om jongeren te mobiliseren om zich aan te sluiten bij de moordmachine Interahamwe" (Hutu-milities), aldus Jallow bij de opening van het proces in 2006.
Twee van Bikindi’s liedjes, 'Nanga Abahutu' en 'Bene Sebahinzi', werden aangemerkt als opzettelijk gemaakt met als doel de verspreiding van pro-Hutu-ideologie en anti-Tutsi-propaganda, waarmee werd opgeroepen tot etnische haat. Van drie door Bikindi geschreven liedjes werd bewezen verklaard dat zij waren gebruikt in een campagne om haat jegens Tutsi's te promoten; de uitzending ervan op Radio Télévision Libre des Mille Collines, waarvan Bikindi een van de oorspronkelijke 50 aandeelhouders was, had in 1994 een versterkend en opzwepend effect op de genocide. Omdat Bikindi 'Nanga Abahutu' en 'Bene Sebahinzi' in 1993 heeft geschreven en opgenomen kon hij daarvoor niet veroordeeld worden, aangezien de jurisdictie van het ICTR was beperkt tot misdaden begaan in 1994.
Simon Bikindi was na zijn vlucht naar Europa in Leiden op 47-jarige leeftijd gearresteerd op 12 juli 2001. Volgens zijn Nederlandse advocaten mr. R. Kamphuis en mr. G.G.J. Knoops had een zwaarbewapend arrestatieteam hem van straat geplukt. Vervolgens werd aan hem wegens mogelijke eigen betrokkenheid bij mensenrechtenschending op grond van het bepaalde in art.1f Vv de vluchtelingstatus ontzegd.
Bikindi werd uiteindelijk na een vergeefs aangespannen kortgeding om dit te beletten door de Nederlandse justitie uitgeleverd aan het ICTR, op 27 maart 2002.
- Later in december 2008 volgde ook de veroordeling van drie voormalige officieren van het Rwandese leger: Théoneste Bagosora, Aloys Ntabakuze en Anatole Nsengiyumva. Zij werden wegens hun rol bij de gebeurtenissen in 1994 schuldig bevonden aan genocide, misdaden tegen de menselijkheid en oorlogsmisdaden, maar vrijgesproken op een groot aantal andere punten van de aanklachten, en veroordeeld tot een levenslange gevangenisstraf. Een vierde verdachte, Gratien Kabiligi, werd vrijgesproken.

Volgens de Trial Chamber van het ICTR was Théoneste Bagosora, die de hoogste man was op het Rwandese ministerie van Defensie in de dagen na het overlijden van president Habyarimana op 6 april 1994, verantwoordelijk voor het doden van Agathe Uwilingiyimana op 7 april 1994 en van Joseph Kavaruganda, de voorzitter van het Constitutioneel Hof.
Théoneste Bagosora werd ook verantwoordelijk bevonden voor het georganiseerd doden van Tutsi's en gematigde Hutu's tussen 6 en 9 april 1994. Deze moorden werden gepleegd door de Interahamwe-militie en soldaten op zijn aanwijzingen. Deze werd ook schuldig bevonden aan het doden van tien militairen van de Belgische vredesmacht op 7 april 1994.
Kolonel Anatole Nsengiyumva was de voormalige commandant van de Operationele Sector Gisenyi (een gebied in Noordwest-Rwanda) en majoor Aloys Ntabakuze was de commandant van het paracommandobataljon ten tijde van de genocide in 1994.
- Op 23 maart 2009 veroordeelde in Nederland de rechtbank Den Haag de 40-jarige Rwandees Joseph M. tot 20 jaar gevangenisstraf wegens foltering (meermalen met de dood tot gevolg) ten tijde van de genocide in Rwanda in 1994 (het zeer uitgebreide vonnis in deze strafzaak bevatte meer dan 1000 voetnoten). Op 7 juli 2011 werd de straf in hoger beroep verhoogd tot levenslang door het gerechtshof in Den Haag. Het hof achtte bewezen dat Joseph M. voorop heeft gelopen bij een grootscheepse Hutu-aanval op een Adventistencomplex, waar zich grote aantallen Tutsi-burgers schuilhielden, onder wie vrouwen en kinderen. Bij de desbetreffende aanval zijn honderden vluchtelingen afgeslacht of gewond geraakt. Het hof acht de misdaden dermate ernstig dat het overweegt dat het gaat om feiten die tot de ernstigste misdrijven sinds de Tweede Wereldoorlog, door een Nederlandse rechter beoordeeld, gerekend moeten worden.[92]
- In mei 2009 begon voor het International Criminal Tribunal for Rwanda (ICTR) in Arusha het proces tegen Dominique Ntawukuriryayo, de voormalige onderprefect van Gisagara, die werd beschuldigd van genocide en medeplichtigheid bij genocide en het uitlokken ervan, wegens zijn acties in Butare in april-juli 1994. Hij bracht soldaten en gendarmes bijeen en voorzag hen van munitie met het doel Tutsi's in zijn prefectuur te doden. Hij zou ook hebben aangezet tot het doden van Tutsi's bij wegblokkades na de dood van president Habyarimana, en ook openlijk burgers hebben opgeroepen Tutsi's uit te roeien. Volgens de tenlastelegging zou Ntawukuriryayo verantwoordelijk zijn voor de "Kabuye hill massacre", waarbij tussen 21 en 25 april 1994 ruim 25.000 burgers zouden zijn gedood.

Ntawukuriryayo was in 2007 in Frankrijk aangehouden op grond van een arrestatiebevel van het ICTR en in juni 2008 aan het strafhof overgedragen, nadat hij deze uitlevering vergeefs bij het Europees Hof voor de Rechten van de Mens had aangevochten.

### Herdenking
Bij de nagedachtenis aan de genocide wordt in Rwanda jaarlijks plechtig stilgestaan bij de nationale rouw- en herdenkingsperiode genaamd Kwibuka (Herinnering): een officiële periode van 100 dagen van rouw, elk jaar tussen april en juli waarbij de duizenden slachtoffers van de genocide in 1994 tegen de Tutsi worden herdacht. Deze herdenkingsperiode wordt gekenmerkt door een expliciete erkenning van en een publieke discussie over het onderwerp etnische identiteit, waarover de rest van het jaar wordt gezwegen in de hoop een nationale homogeniteit en saamhorigheid te bereiken (Ndi Umunyarwanda: "ik ben Rwandees!"). Dit gebeurt in de vorm van openbare toespraken, herdenkingsprogramma's en herdenkingen bij graven, en teksten op herdenkingsborden. Een vermenging van het begrip ‘Tutsi’ met ‘overlevende’ en het doorgeven van de identiteit van overlevenden aan Tutsi-jongeren heeft in in een kwart eeuw voorwaarden geschapen voor een zogeheten ‘overlevendennationalisme’, dat sociale spanningen eerder aanscherpt dan verzacht en wordt onderkend als een potentieel gevaar voor het bereiken van een duurzame vrede op de lange termijn.

## Speelfilms
- Hotel Rwanda; een film uit 2004, over de genocide, waarschijnlijk de bekendste.
- Shooting Dogs; een film uit 2005, gebaseerd op de ervaringen van BBC-journalist David Belton tijdens de genocide.
- Sometimes in April; een film uit 2005, die van dag tot dag de gebeurtenissen beschrijft aan de hand van het verhaal van twee broers.
- God Sleeps in Rwanda; een film uit 2005, gebaseerd op de ervaringen van vijf vrouwen die de genocide hebben meegemaakt.
- Shake Hands with the Devil; een film uit 2007, verfilming van het gelijknamige boek van Roméo Dallaire.
- Une dimanche à Kigali; een film uit 2006, de genocide uit het oogpunt van een verliefde Frans-Canadese journalist ten tijde van de rellen en erna.
- Le jour où Dieu est parti en voyage; een film van Philippe van Leeuw uit 2009 met het verhaal van een Tutsi-vrouw, die haar twee jonge kinderen dood aantreft in haar huis, uit haar dorp verjaagd wordt en die daarna tijdens de genocide in het oerwoud probeert te overleven.
- Imbabazi (The Pardon); een film uit 2013 van Joel Karakezi over de vergeving (Imbabazi) die 20 jaar na dato in Rwanda plaatsvindt.
- Black earth rising; een miniserie uit 2018 over de vervolging van internationale oorlogsmisdadigers.
- Trees of peace; een speelfilm uit 2022. Vier vrouwen verschuilen zich tijdens de genocide.

## Radio-uitzending
- Wat doet een volkerenmoord met een mens? - Radio 1, 24 mei 2014. Interview met een para die in Kigali was bij het begin van de genocide en later terugkeerde.

Achtergrond:
Shaba I ·
Shaba II · 
Tweede Soedanese Burgeroorlog · 
Oorlog in Oeganda (1986-1994) · 
Onrust in Zaïre 1991 · 
Burundese burgeroorlog · 
Rwandese burgeroorlog · 
Moord op Juvénal Habyarimana en Cyprien Ntaryamira ·
Rwandese genocide ·
Grote Meren Vluchtelingencrisis
Oorlog:
Formatie van de AFDL ·
Eerste Congolese Burgeroorlog ·
Bloedbaden van de Hutu's tijdens de Eerste Congolese Burgeroorlog ·
Operatie Thunderbolt (1997) ·
omverwerping van Mobutu Sese Seko